# Гостиница Пожарских
Гостиница Пожарских — знаменитая в XIX веке гостиница в Торжке, где часто останавливались на ночлег путешествовавшие между Петербургом и Москвой. Известность гостинице принесли деликатесные котлеты, прозванные пожарскими.  Ныне здание середины XIX века занимает Всероссийский историко-этнографический музей.

## История

### Первая гостиница
Первая гостиница была построена в конце XVIII века ямщиком Василием Пожарским. Изначально это здание не было гостиницей — в этом качестве его стал использовать один из наследников, Евдоким Дмитриевич. В 1834 году он завещал гостиницу своей дочери — Дарье Евдокимовне Пожарской.

Гостиница становится известной на всю Россию благодаря А. С. Пушкину, неоднократно посещавшему Торжок, и останавливавшемуся здесь. Так, известно четверостишие из письма 1826 года С. А. Соболевскому:
«…На досуге отобедай
У Пожарского в Торжке,
Жареных котлет отведай

И отправься налегке…»
В гостинице останавливались также Жуковский, Гоголь, Белинский, Тургенев и другие известные люди. Гостиница славилась своими котлетами, которые пробовал сам император Николай I, и который впоследствии неоднократно приглашал Дарью Пожарскую готовить для царского стола.
В связи с увеличением числа желающих побывать в ней гостиница становится мала и не может принять всех, и в 1840 году владелица подаёт прошение в губернскую дорожную и строительную комиссию о строительстве новой, большой гостиницы.
В мае 1840 года разобрана.

### Вторая гостиница

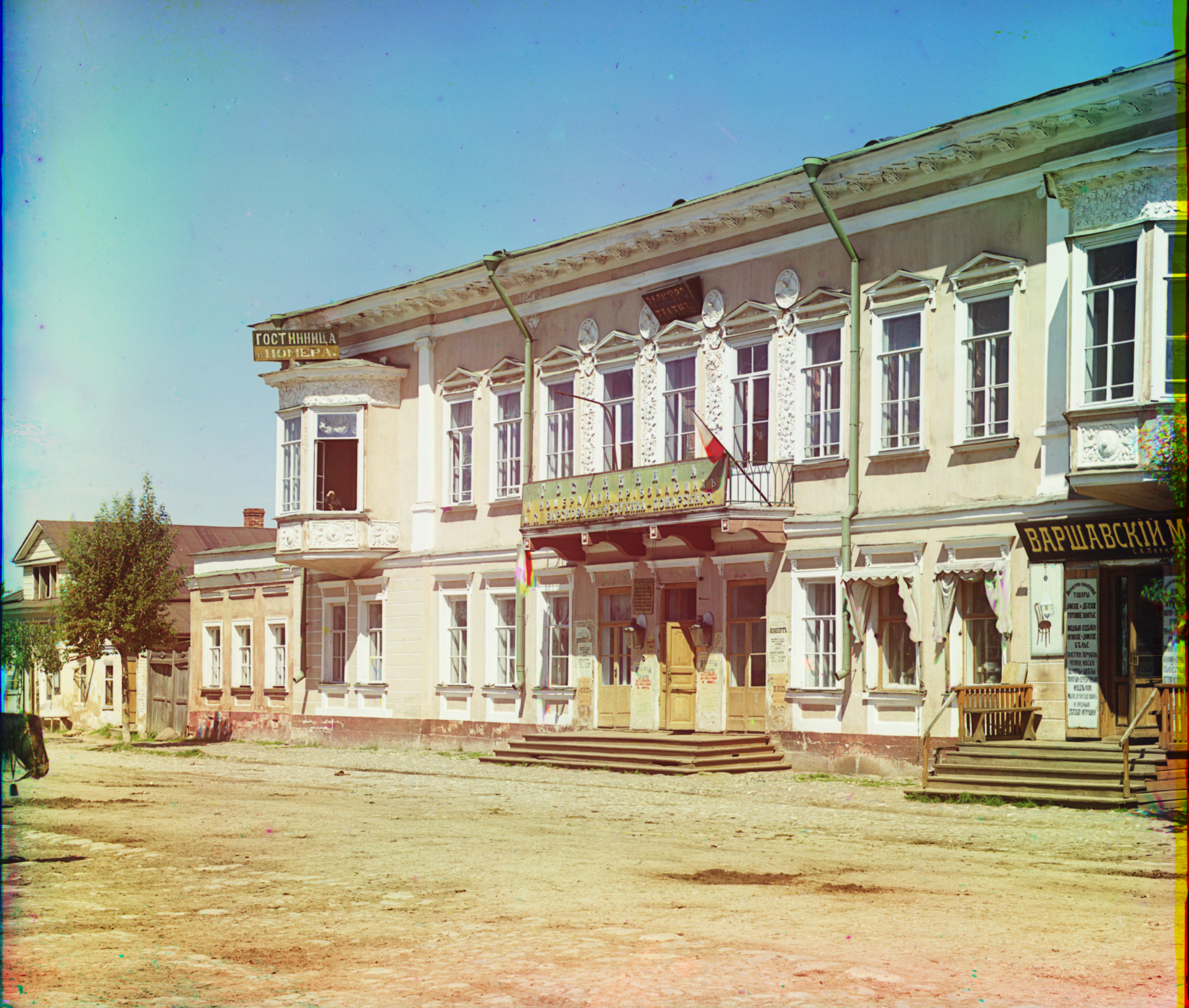
Здание в 1910 году

Вторая гостиница построена в течение лета—осени 1840 года. Для гостиницы закуплены самые дорогие предметы интерьера — зеркала, занавески, картины, мебель и другое. До самой смерти Дарьи Пожарской в 1854 году гостиница продолжает пользоваться популярностью у самых известных людей России, но после её смерти всё имущество было распродано. Здание и большую часть обстановки в 1857 году купил купец Павел Федухин, устроивший здесь трактир. Ещё один сильный удар по гостинице нанесла Николаевская железная дорога, в 1851 году прошедшая мимо Торжка. В результате количество проезжающих сильно сократилось, что значительно уменьшило доходы. Гостиница снова поменяла владельца и назначение: владельцем стал купец Барсков, часть комнат верхнего этажа были сданы в аренду под купеческий клуб, самое большое помещение стало зрительным залом, где выступали всё ещё изредка проезжающие через Торжок артисты, в нижнем этаже — ресторан и бильярдные. Именно в таком состоянии и застал гостиницу в 1881 году Лев Толстой.
27 октября (9 ноября) 1917 года в городе была установлена советская власть. Гостиница была выбрана для Совета рабочих и солдатских депутатов, здание национализировано. В дальнейшем до 1920 года здесь заседал Новоторжский уездный совет, в 1920—1922 годах — клуб Новоторжского пожарного общества, после — клуб железнодорожников имени Парижской коммуны. За это время здание лишилось большей части декора, придя в аварийное состояние.
Реставрация началась только в 1992 году, но из-за отсутствия средств так и не была закончена, хотя и была близка к завершению.
8 июля 2002 года гостиница Пожарского сгорела.  Огонь практически уничтожил памятник: уцелел первый каменный этаж. Гостиница сгорела незадолго до завершения реставрации, — оставалось лишь перекрыть здание кровлей. Одной из версий, обсуждавшихся в городе и местной печати, был поджог.
Воссоздание памятника началось в 2011 году и закончилось к октябрю 2013 года. 